# Ditrichum rhynchostegium
Ditrichum rhynchostegium là một loài rêu trong họ Ditrichaceae. Loài này được Kindb. mô tả khoa học đầu tiên năm 1910.